# Sirasso
Sirasso este o comună din regiunea Savanes, Coasta de Fildeș.